# Gourdon XV Bouriane
Maillots
Le Gourdon XV Bouriane est un club français de rugby à XV situé à Gourdon (Lot).

## Identité visuelle

### Logo

Évolution du logo
Ancien logo.
Logo actuel.

## Palmarès
- Finaliste Fédérale 2 saison 2003-2004.
- Challenge de l'Essor[1] :
  - Vainqueur : 2000.
  - Finaliste : 2003 et 2004
- Challenge de l'Espoir[2] :
  - Vainqueur : 1998.
- Champion du Limousin 2017.
- Vainqueur du Bouclier du Terroir Lot 2022.

## Personnalités du club

### Joueurs emblématiques
- Alfred Roques
- Tedo Zibzibadze

### Entraîneurs
- Thierry Baltenweck
- 2005-2006[réf. nécessaire] : Frédéric Pomarel
- 2006-2009[réf. nécessaire] : Nicolas Godignon
- 2018-2020[réf. nécessaire] : Alexandre Baron